# Obelisco de los Héroes
El obelisco de los Héroes es una construcción monumental dentro de la Plaza de Armas de Iquitos, fue construido en 1898 para rendir homenaje a los miembros de las Fuerzas Armadas del Perú de origen loretano que perecieron en la guerra del Pacífico.

## Historia
Fue creado el 28 de julio de 1898 durante las fiestas patrias de ese año, una década y media luego de la confrontación contra Chile. El monumento consta de cuatro lados que se achican en la punta superior a una altura de 8 metros. La finalización de la construcción fue en los años 1900, y específicamente inaugurado el 28 de julio de 1908.

### Descripción
Los cuatro lados reciben los nombres de los puntos cardinales a los que apunta, en la lista se encuentran nombres de difuntos que son originarios de los actuales departamentos de San Martín y Ucayali, además de Loreto, esto se debe a que para 1898, año que inicia su construcción con la lista de los homenajeados, esos tres departamentos formaban una sola entidad subregional también denominada como departamento de Loreto.
Su material de elaboración es el mármol, con figuras de los caídos en el conflicto militar. La construcción del obelisco estuvo encargada y dirigida por el escultor Víctor Morey Peña.

### Características
- El lado norte recrea la resistencia peruana al bloqueo del Callao por la armada chilena.
- El lado sur se recrea una batalla no especificada entre los ejércitos de ambas naciones teniendo el detalle pintoresco que la bandera de Chile es recreada erróneamente como la bandera imperial china de la Dinastía Qing así como el uniforme de la soldadesca chilena es escenificado con el uniforme manchú. Esto se debió a un error de comunicación de los diseñadores, que confundieron Chile con China.
- El lado este agrupa al escudo nacional, y dos representaciones simbólicas, una de la madre patria peruana y otra del soldado caído agonizante.
- Alrededor del obelisco le acompañan tres astas donde suele ir las banderas de la provincia de Maynas, el departamento de Loreto y la República del Perú respectivamente, además de una llama eterna.